# János Páder
János Páder (Vecsés, 9 giugno 1926 – Seeg, 5 marzo 2001) è stato un allenatore di pallacanestro ungherese.

## Carriera
Alla guida dell'Ungheria ha vinto l'oro ai FIBA EuroBasket 1955 e l'argento ai FIBA EuroBasket 1953. Ha allenato la Nazionale nei periodi 1951-1955 e 1959-1961.
In 12 occasioni ha vinto il Campionato ungherese.